# جون نيومان (لاعب هوكي جليد)
جون نيومان هو لاعب هوكي جليد كندي، ولد في 24 أبريل 1910 في أوتاوا في كندا، وتوفي في 17 أبريل 1967.

## وصلات خارجية
- جون نيومان على موقع دوري الهوكي الوطني (الإنجليزية)
- جون نيومان على موقع EliteProspects.com (الإنجليزية)
- جون نيومان على موقع HockeyDB.com (الإنجليزية)
- جون نيومان على موقع Hockey-Reference.com (الإنجليزية)